# Bulimia nervosa
A bulimia nervosa, közismert nevén bulimia olyan evészavar, amelyet kóros falási rohamok és ezeket követően az elfogyasztott tápláléktól való intenzív szabadulási szándék jellemez. A szabadulási szándék testet ölthet hánytatásban, hashajtók, vizelethajtók vagy stimulánsok beszedésében, vízen való böjtölésben vagy túlzott edzésben. A bulimia gyakran hozható összefüggésbe egyéb mentális zavarokkal, mint a depresszió és a szorongás, illetve a drog- és alkoholproblémákkal is, de akár öngyilkossági szándék is megjelenhet.
A bulimia kezelése pszichoterápiával történik, amelynek hatására a legtöbb beteg meggyógyul.
A betegség világszerte mintegy 3.6 millió embert érinthetett 2015-ben, megjelenése körülbelül kilencszer valószínűbb nőkben, mint férfiakban. Leggyakoribb fiatal esetében, feltételezhetően a 18-25 év közötti női populáció 2-3%-át érinti.